# ویلیام براون (بازیکن فوتبال، زاده ۱۸۶۵)
ویلیام براون (انگلیسی: William Brown؛ زادهٔ ۱۸۶۵) بازیکن فوتبال است.
از باشگاه‌هایی که در آن بازی کرده‌است می‌توان به باشگاه فوتبال اورتون اشاره کرد.